# 986

## Esdeveniments
- Es produeix a Galícia la revolta contra Beremund II de Lleó.
- Lluís V de França és proclamat rei.
- Sweyn Forkbeard esdevé rei de Dinamarca.

### Països Catalans
- 23 d'abril, el comte Borrell II atorga a la vila de Cardona la seva carta de poblament, document que encara perdura.[1]